# Daniel Almendros
Daniel Almendros (* 16. Dezember 1982 in Puigcerdà) ist ein spanischer Eishockeyspieler, der seit Beginn seiner Karriere beim CG Puigcerdà spielt.

## Karriere
Daniel Almendros begann seine Karriere als Eishockeyspieler in der Nachwuchsabteilung des CG Puigcerdà, für den er seither ununterbrochen spielt. In der Saison 2000/01 debütierte er für den Klub aus seiner Geburtsstadt in der spanischen Superliga. Mit dem Klub aus dem Wintersportort in der Provinz Girona im äußersten Norden Kataloniens wurde er 2006, 2007 und 2008 spanischer Meister. 2004, 2005, 2007, 2008, 2009 und 2010 gewann er mit seinem Klub den spanischen Eishockeypokal.

### International
Für Spanien nahm Almendros im Juniorenbereich an der U18-Weltmeisterschaft der Europa-Division 2 1999 und der U18-Weltmeisterschaft der Europa-Division 1 2000 sowie der U20-Weltmeisterschaften der Division III 2002 teil.
Im Seniorenbereich stand er im Aufgebot der Iberer bei den Weltmeisterschaften der Division II 2007 und 2008.

## Erfolge und Auszeichnungen
- 1999 Aufstieg in die Europa-Division 1 bei der U18-Weltmeisterschaft der Europa-Division 2
- 2002 Aufstieg in die Division II bei der U20-Weltmeisterschaft der Division III
- 2004 Spanischer Pokalsieger mit dem CG Puigcerdà
- 2005 Spanischer Pokalsieger mit dem CG Puigcerdà
- 2006 Spanischer Meister mit dem CG Puigcerdà
- 2007 Spanischer Meister und Pokalsieger mit dem CG Puigcerdà
- 2008 Spanischer Meister und Pokalsieger mit dem Puigcerdà
- 2009 Spanischer Pokalsieger mit dem CG Puigcerdà
- 2010 Spanischer Pokalsieger mit dem CG Puigcerdà